# Pasquale Amati
Pasquale Amati (Savignano di Romagna, 24 maggio 1726 – Ferrara, 23 agosto 1796) è stato un storiografo italiano. 
Fu padre di Girolamo (1768–1834) e di Basilio Amati (1780–1830)

## Biografia
Pasquale Amati studiò a Cesena e Rimini, e poi si trasferì a Roma, dove studiò diritto con Mattia Costantini. A Roma studiò anche le lettere antiche nonché l'archeologia e le lingue orientali. Al suo ritorno a Savignano scrisse due Dissertazioni (Faenza, 1761–63) per dimostrare che il Rubicone era il fiume di Savignano. 
Nel 1776 pubblicò a Bologna una Dissertazione sul castro Mutilo degli Antichi Galli e sul Passagio d'Annibale per l'Appennino.
Chiamato dal conte Carlo Mosca Barzi a Pesaro per sovrintendere alla sua tipografia, pubblicò una raccolta di classici di Francesco Antonio Zaccaria, la Biblioteca antica e moderna di storia letteraria, 1766-68. 
La sua opera più nota è  De Restitutione Purpurarum, in cui studiò approfonditamente la polvere di porpora usata dagli antichi.
Nel 1786, divenne professore di Pandette a Ferrara, cattedra che tenne fino alla sua morte.

## Opere
- Grammatica verace della lingua latina e quasi di ogni lingua...
- Dissertazioni tre dell'abate Pasquale Amati savignanese sopra alcune lettere del signor dottor Giovanni Bianchi di Rimini e sopra la moderna iscrizione savignanese e il Rubicone degli antichi, Faenza 1761 (che contiene però solo la prima dissertazione)
- Dissertazione seconda dell'abate Pasquale Amati savignanese sopra alcune lettere del signor dottor Bianchi di Rimini e sopra il Rubicone degli antichi, Faenza 1763
- Dissertazione sul castro Mutilo degli Antichi Galli e sul Passagio d'Annibale per l'Appennino, Bologna, 1776
- Libellus de restitutione purpurarum, Lucae, 1781